# Irwell
Irwell – rzeka w północno-zachodniej Anglii, długość 63 kilometry, jest dopływem rzeki Mersey. Stanowi granicę między miastami Manchester i Salford.